# ウイングヒルズ白鳥リゾート
ウイングヒルズ白鳥リゾート（ウイングヒルズしろとりリゾート）は、岐阜県郡上市白鳥町にあるスキー場である。アルペンが運営している。2010年（平成22年）6月1日に子会社であったロイヤルヒルズが吸収合併されたことにより、アルペン直営となった。

## 概要
2011年（平成23年）7月16日より、「PIS・LAB（ピスラボ）」という独自開発した次世代スノーマットを敷設した全長1000m幅30mの世界最長（2011年7月に全長923.7mのコースがギネス世界記録に認定）のサマーゲレンデの営業を開始し、「夏も滑れるスキー場」として営業している。
スキー以外にも、夏はキャンプの営業が行われている。かつてはマウンテンバイク（ダウンヒル）の営業が行われており、富士見パノラマリゾート（長野県諏訪郡富士見町）が東の聖地、ウイングヒルズは西の聖地と称されていた。しかし、採算の都合で現在はマウンテンバイクの常設コースは営業しておらず、大会コースとして使われるに留まっている。
併設施設として、日帰り温泉「満天の湯」、ホテル「満天の宿」「ホテルヴィラ・ウイング」がある。

## 冬季営業の特徴
ウイングヒルズは奥美濃地区では最も営業期間（冬季）が長いスキー場として知られている。人工降雪機を早くから稼働させ、西日本（東海3県ならびに新潟県を除く北陸地方以西）では一番早くオープンしている。2020年は11月6日、2021年は11月12日にそれぞれ西日本で最初に冬季営業を開始している。いずれも、翌年の3月21日（春分の日）までの営業となる。
1990年、バブル絶頂期に誕生。という背景もあってか、オープン当初は予約制で、休日でも人数の上限があり混雑しないことが売りだった。

## リフト
- ゴンドラリフト「ウィングゴンドラ」
  - 開業時から稼働しているゴンドラリフトで、乗車定員は6人（新型コロナウイルス感染症への対策として、原則として4人に制限）[5]。全長（傾斜長）2257mを有し[2][5]、開業時は「シルバーラピド」が愛称となっていた[5]。
- 第1クワッドリフト（乗車定員4人）[1]
- 第2クワッドリフト（同上）[1]
- ペアリフト（乗車定員2人）[1]

このほかに、リフトではないが、キッズエリアには動く歩道（ムービングベルト、30m）が設置されている。

## その他施設
- 駐車場

## アクセス
- 東海北陸自動車道 白鳥ICから約30分
- 岐阜県道314号石徹白前谷線